# Nepaloserica manasluensis
Nepaloserica manasluensis är en skalbaggsart som beskrevs av Ahrens 2004. Nepaloserica manasluensis ingår i släktet Nepaloserica och familjen Melolonthidae. Inga underarter finns listade i Catalogue of Life.